# Pop Dijkema
Popke (Pop) Dijkema (Garmerwolde, 17 juli 1890 – Groningen, 24 november 1959) was een Groninger verzetsheld vanwege zijn bijdrage aan de bevrijding van Groningen door op 16 april 1945, samen met zijn broer en diens zoon, met gevaar voor eigen leven een brug van de Oostersluis handmatig te sluiten om zodoende de weg vrij te maken voor de Canadezen in hun opmars naar Delfzijl.

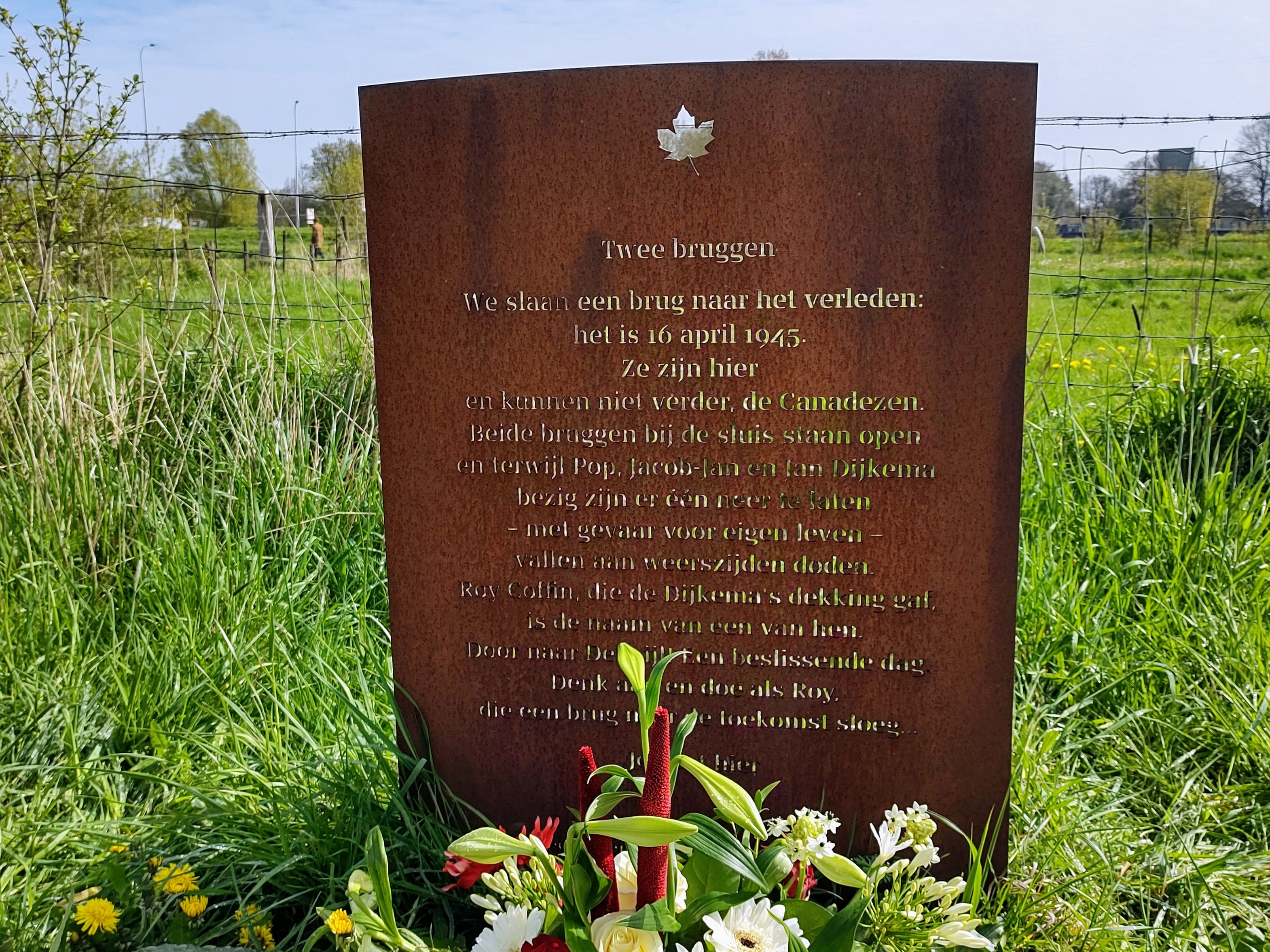
Plaquette Twee Bruggen

Op 16 april 1945 was de stad Groningen nagenoeg geheel bevrijd. De Canadezen wilden oprukken naar Delfzijl maar stuitten in het oosten van de stad op de Oostersluis waarvan beide bruggen waren opengedraaid door de Duitsers die zich aan de overzijde zwaar bewapend hadden verschanst bij Oosterhoogebrug. 
Pop Dijkema, die voor de Provinciale Waterstaat belast was met het onderhoud van bruggen en sluizen, was die ochtend in de stad om familie te bezoeken in de Begoniastraat in de Oosterparkwijk en bood zijn hulp aan. Na overleg met de Canadezen ging Dijkema samen met zijn broer Jacob Jan en diens zoon Jan, onder dekking van een Sherman tank, op weg naar de sluis. Via de onderkant van een sluisdeur kwamen ze aan de overkant waarna ze kruipend, ondanks hevige beschietingen, heelhuids de machinekamer wisten te bereiken. Door met blote handen de tandwielen te draaien kon de brug langzaam naar beneden worden gedraaid. Nadat ze uiteindelijk de machinekamer weer hadden verlaten wilden ze de hekken openen. De oostelijke hekken lukten nog wel maar daarna ging het mis. Pop Dijkema werd door een kogel in zijn arm geraakt en kon nog achter een muurtje vluchten. Zijn broer en diens zoon wisten zich te redden door in het water te springen.
De Canadese soldaat Roy Walter Coffin, die tijdens het openen van de hekken rechtopstaand voor dekkingsvuur en afleiding had gezorgd, werd dodelijk door kogels getroffen. 
Uiteindelijk werden de overgebleven hekken door een tank geramd en lag de weg richting Delfzijl open zodat de opmars kon worden ingezet die uiteindelijk uitmondde in de bevrijding van Delfzijl.
Pop Dijkema heeft zich tevens tijdens de Tweede Wereldoorlog onderscheiden door verscheidene onderduikers te verbergen. Hij overleed in november 1959 en werd begraven op de begraafplaats te Noorddijk.

## Eerbetoon
- De Hoogeweg, een dijkweg langs de Hunze, kreeg kort na de Tweede Wereldoorlog de naam Pop Dijkemaweg.
- Pop, Jacob Jan en Jan Dijkema ontvingen een British Empire Medal.
- In april 2016 werd op particulier initiatief een plaquette naar ontwerp van Peter de Kan geplaatst nabij de brug ter ere van de Dijkema's en Roy Coffin. Hierop staat de tekst Twee bruggen.[4]

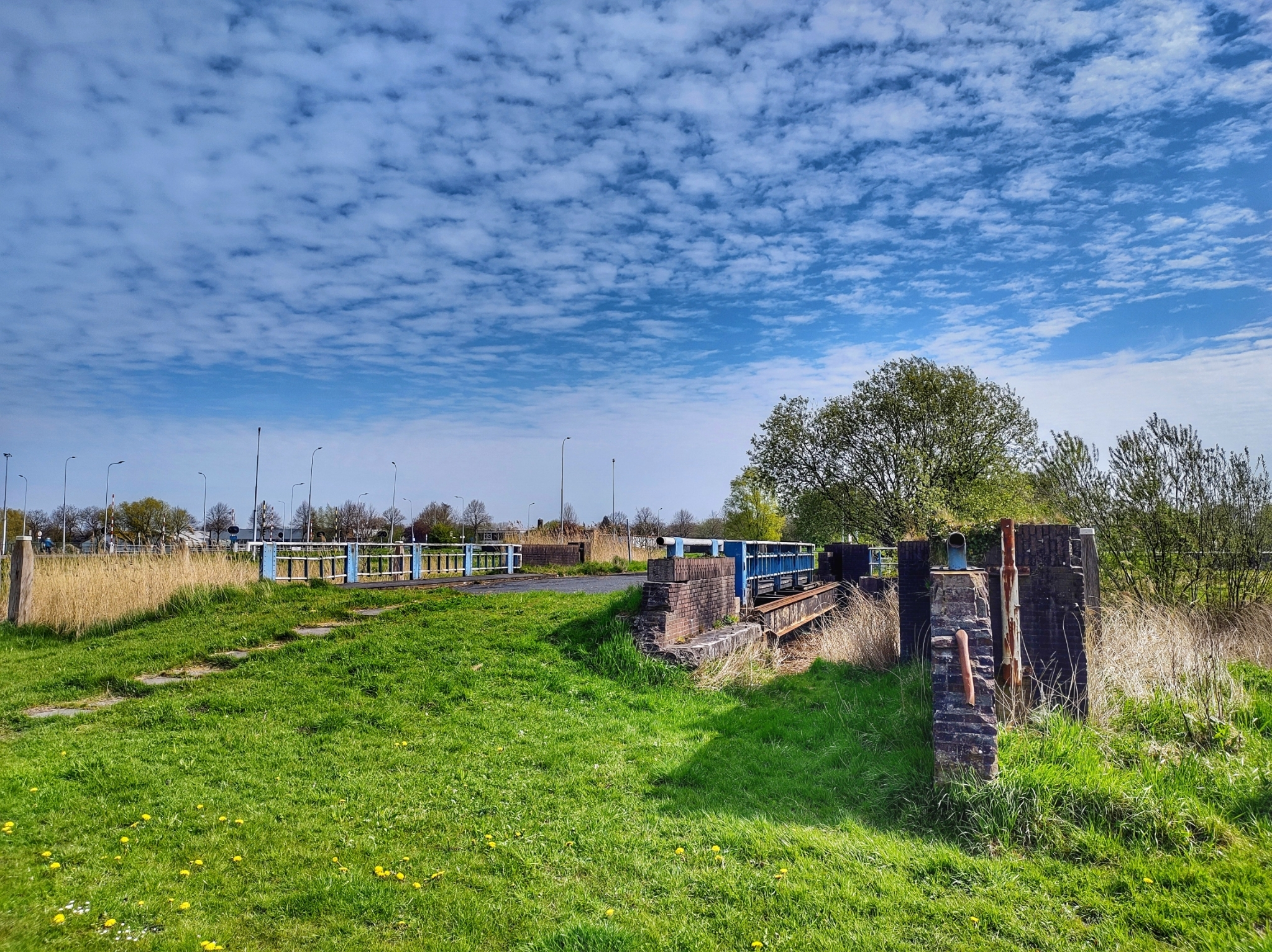
De voormalige Damsterbrug is tegenwoordig stadsmonument (2023)